# Erik Granfelt
Erik Granfelt (17 novembre 1883 - 18 février 1962) fut un ancien tireur à la corde et gymnaste suédois. Il a participé aux Jeux olympiques intercalaires de 1906 et remporta la médaille de bronze avec l'équipe suédoise en tir à la corde. Aux Jeux olympiques d'été de 1908, il remporta une médaille d'or en gymnastique.

## Carrière
Il a aussi été joueur de football dans le club AIK Solna avec lequel il a remporté le championnat de Suède en 1901.
Il est le frère du gymnaste Nils Granfelt et de l'escrimeur Hans Granfelt ainsi que l'oncle de l'escrimeur Nils Rydström.